# Saint-Martin-l’Hortier
Saint-Martin-l’Hortier – miejscowość i gmina we Francji, w regionie Normandia, w departamencie Sekwana Nadmorska.
Według danych na rok 1990 gminę zamieszkiwało 197 osób, a gęstość zaludnienia wynosiła 34 osoby/km² (wśród 1421 gmin Górnej Normandii Saint-Martin-l’Hortier plasuje się na 704. miejscu pod względem liczby ludności, natomiast pod względem powierzchni na miejscu 626.).